# Рупрехт фон Пфалц (архиепископ)
Рупрехт фон Пфалц (на немски: Ruprecht von der Pfalz; * 27 февруари 1427; † 16 юли 1480, замък Бланкенщайн, Гладенбах) от фамилията Вителсбахи, е архиепископ на Курфюрство Кьолн от 1463 до 1480 г.

## Живот
Той е най-малкият син на пфалцграф и курфюрст Лудвиг III фон Пфалц и втората му съпруга принцеса Матилда Савойска (1390 – 1438) от Савоя-Ахея.
През 1443 г. Рупрехт е записан да следва като „illustris d[omi]nus Robertus Dux Bawariae Comes Palatinus“ във факултета по право на стария Университет в Кьолн (Universitas Studii Coloniensis).
На 30 март 1463 г. е избран за архиепископ. През 1474/1475 г. той е победен при обсадата на град Нойс. През март 1478 г. той попада в плен на Ландграфство Хесен. Затворен в замък Бланкенщайн, той трябва да се откаже от архиепископство Кьолн.
Рупрехт умира през 1480 г. и е погребан в катедралата на Бон. Неговият наследник е защитникът на град Нойс, Херман IV фон Хесен.